# Recueil des langues turques
 (avril 2024).
Si vous disposez d'ouvrages ou d'articles de référence ou si vous connaissez des sites web de qualité traitant du thème abordé ici, merci de compléter l'article en donnant les références utiles à sa vérifiabilité et en les liant à la section « Notes et références ».
Le Recueil des langues turques (Dīwān Lughāt al-Turk), composé en arabe à Bagdad vers 1075 par le linguiste ouïgour Mahmoud de Kachgar, est une source précieuse de connaissance de diverses langues turques médiévales.
Les mots y sont classés par nombres de lettres croissants, chaque catégorie étant subdivisée en chapitres selon des modèles inspirés de ceux utilisés en arabe (du verbe fa`ala : faire en arabe sont déduits des modèles comme afâ`ûl, fa``ûl, fa`al`ân), mais souvent totalement spécifiques aux langues turques, ou des configurations particulières (lettres redoublées, nasales, etc.).
Les mots sont souvent complétés d'indications sur leur origine dialectale (oghuz, bulgare, kiptchak) et d'explications.